# 2635 Huggins
2635 Huggins eller 1982 DS är en asteroid i huvudbältet som upptäcktes den 21 februari 1982 av den amerikanske astronomen Edward L.G. Bowell vid Anderson Mesa Station. Den är uppkallad efter den brittiske astronomen William Huggins.
Asteroiden har en diameter på ungefär 8 kilometer och den tillhör asteroidgruppen Flora.